# Cesare Maria De Vecchi
Cesare Maria De Vecchi, född 14 november 1884 i Casale Monferrato, död 23 juni 1959 i Rom, var en italiensk militär, kolonial administratör och fascistisk politiker. Han var en av de ledande i marschen mot Rom 1922 vid sidan om Emilio de Bono, Italo Balbo och fascistpartiets ordförande ledande gestalt Benito Mussolini. 1923 utnämndes han till guvernör i Italienska Somaliland, en befattning han behöll till 1928. Som politiker representerade han en tydlig monarkism som inledningsvis var i opposition inom fascismen. Han var utbildningsminister 1935-1936, guvernör över Dodekaneserna 1936-1940 och upphöjdes 1941 till fascistpartiets "stora råd", Il Gran Consiglio del Fascismo. Efter de allierades landstigning på Sicilien under andra världskriget slöt sig De Vecchi till Dino Grandi och röstade för Mussolinis avsättande och fängslande. Sedan denne återinsatts med tysk hjälp lyckades De Vecchi fly till Argentina med ett paraguayanskt pass undan en dödsdom som avkunnades i hans frånvaro. Han återvände till Italien efter krigsslutet och bidrog 1949 till bildandet av det nyfascistiska partiet Movimento Sociale Italiano.